# Bärbel Höhn

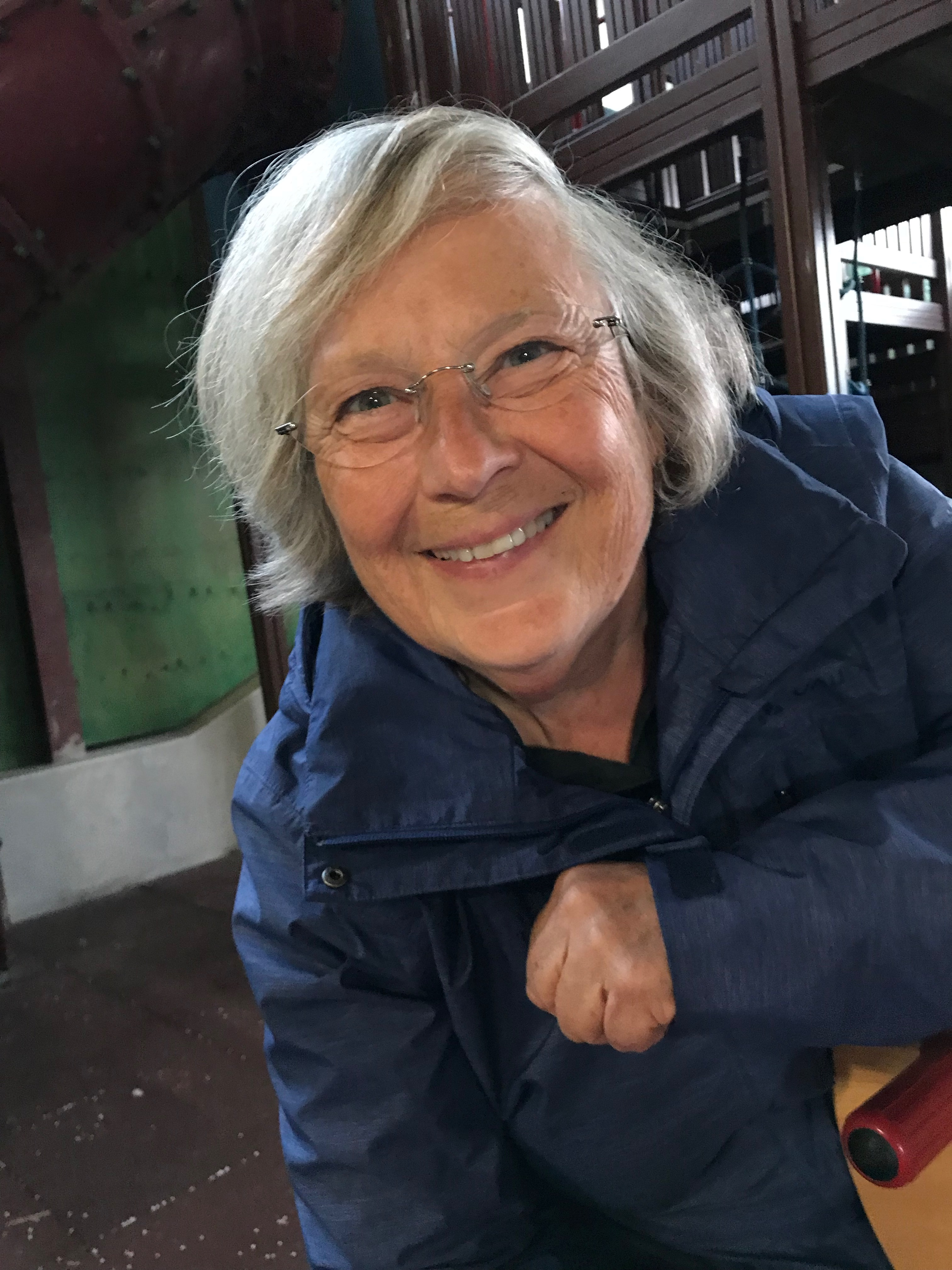
Bärbel Höhn (2019)

Bärbel Höhn (* 4. Mai 1952 in Flensburg als Bärbel Christensen) ist eine deutsche Politikerin (Bündnis 90/Die Grünen). Sie war 10 Jahre lang Ministerin für Umwelt und Landwirtschaft des Landes Nordrhein-Westfalen, 12 Jahre Abgeordnete im Deutschen Bundestag und dort zuletzt Vorsitzende des Ausschusses für Umwelt, Naturschutz, Bau und Reaktorsicherheit. Sie war von 1990 bis 2017 ohne Unterbrechung Landtagsabgeordnete, Landesministerin oder Bundestagsabgeordnete.

## Ausbildung und Beruf
Aufgewachsen ist sie als jüngstes von drei Kindern in verschiedenen Orten in Schleswig-Holstein und in Wilhelmshaven, Niedersachsen. Nach dem Abitur 1971 am Werner-Heisenberg-Gymnasium in Heide studierte Bärbel Höhn in Kiel Mathematik und Volkswirtschaftslehre und schloss das Studium 1976 als Diplom-Mathematikerin ab. Von 1978 bis 1990 war sie wissenschaftliche Mitarbeiterin am Hochschulrechenzentrum der Universität-Gesamthochschule Duisburg.

## Kommunalpolitik
Wenige Monate nachdem Bärbel Höhn 1978 von Schleswig-Holstein nach Oberhausen umgezogen war, erkrankte ihr kleiner Sohn an einer schweren, dauerhaften Bronchitis. Durch ihre Mitarbeit im „Stadtelternrat Oberhausener Kindergärten“ erfuhr sie, dass die Erkrankung ihres Kindes kein Einzelfall war, sondern in der durch Schadstoffe belasteten Luft des Ruhrgebiets häufig vorkam. Sie beschloss, in der Kommunalpolitik aktiv zu werden, und gelangte 1985 für die Bunte Liste in den Rat der Stadt Oberhausen. In den 80er Jahren engagierte sie sich auch im „Frauenforum“ und in der „Bürgerinitiative gegen Giftmüllverbrennung“. In der Folge erreichten Elternproteste den Bau eines weiteren Kindergartens und der Protest gegen die Giftmüllverbrennung verhinderte die geplante Anlage.

## Grüne Partei
Seit 1985 ist Höhn Mitglied der Grünen. Von 1991 bis 1997 war sie Mitglied im Länderrat auf Bundesebene der Grünen für Nordrhein-Westfalen. Von Beginn bis 2015 war sie Mitglied des Parteirats der grünen Bundespartei. Am 14. Juni 2014 schied Bärbel Höhn auf dem Parteitag in Siegburg nach zwei Jahren aus dem Landesvorstand der Grünen in Nordrhein-Westfalen aus.
Bärbel Höhn war sowohl bei den vier Wahlen 1990, 1995, 2000 und 2005 zum Landtag von Nordrhein-Westfalen wie auch bei den drei Bundestagswahlen 2005, 2009 und 2013 die Spitzenkandidatin ihrer Partei in Nordrhein-Westfalen.
Von 1988 bis 1992 war Bärbel Höhn Mitglied im Vorstand der kommunalpolitischen Vereinigung der Grünen. Bärbel Höhn schloss sich in den 80er Jahren der Protestbewegung gegen Müllverbrennungsanlagen in NRW an. Diese Anlagen stießen damals bei der Verbrennung hochgiftiges Dioxin aus, weil es noch keine Filter gab.

## Landespolitik
Für die Landtagswahl 1990 kandidierte Bärbel Höhn mit dem Thema Abfallpolitik. Die Landesarbeitsgemeinschaft Frauen lud die Kandidatinnen für die Landtagsliste ein und schlug als Ziel vor, mit einer reinen grünen Frauenliste anzutreten. Die anwesenden Frauen sprachen sich dafür aus, dass Bärbel Höhn auf Platz eins kandidieren sollte. Eine reine Frauenliste gelang zwar nicht, aber Bärbel Höhn wurde Spitzenkandidatin der Grünen für die Landtagswahl 1990 und die Partei zog zum ersten Mal sehr knapp mit 5,05 % in den Landtag von Nordrhein-Westfalen ein (in dieser Zeit gab es eine Alleinregierung der SPD, das Kabinett Rau IV).
Bärbel Höhn wurde von 1990 bis 1995 Sprecherin der Grünen Landtagsfraktion.
Hauptthemen der Grünen waren u. a. die Abfallpolitik und zunehmend Garzweiler II, der geplante Braunkohletagebau, den die Grünen verhindern wollten. Kurz vor der Landtagswahl 1995 beschloss die SPD-Landesregierung die planrechtliche Genehmigung, den Braunkohleplan, für Garzweiler II zu erteilen. Bärbel Höhn als Sprecherin der Grünen Landtagsfraktion reichte dagegen eine Organklage beim Landesverfassungsgericht ein, weil das Parlament in diese weitreichend Entscheidung hätte eingebunden werden müssen. Das Gericht entschied, dass die Klage gegen das für die planrechtliche Genehmigung zuständige Umweltministerium geführt werden müsse. Ein halbes Jahr später war Bärbel Höhn selbst Umweltministerin geworden. So war Bärbel Höhn am Ende Klägerin und Beklagte.
Garzweiler II wurde immer mehr das beherrschende Landesthema der 90er Jahre. In der Wahl 1995 verlor die SPD ihre absolute Mehrheit und musste mit den Grünen eine Koalition bilden.
Bärbel Höhn und Michael Vesper führten von Grüner Seite die Koalitionsverhandlungen. Zum Streitpunkt Garzweiler II gibt es keine Einigung. Die beiden Parteien schrieben ihren Dissens im Koalitionsvertrag fest. Bärbel Höhn wurde am 17. Juli 1995 (im Kabinett Rau V) Ministerin für Umwelt, Raumordnung und Landwirtschaft. Für den noch ausstehenden Rahmenbetriebsplan für die Genehmigung von Garzweiler II war das Bergamt Düren verantwortlich, das Minister Clement mit seinem Ministerium für Wirtschaft und Mittelstand, Technologie und Verkehr unterstand.
Die Zuständigkeiten für Umwelt, Landwirtschaft und Raumordnung behielt Bärbel Höhn auch, als Wolfgang Clement (Kabinett Clement I) 1998 Ministerpräsident wurde. Nach der Landtagswahl 2000 fand eine Neuordnung der Kompetenzen statt (Kabinett Clement II) und Bärbel Höhn war seit dem 27. Juni 2000 Ministerin für „Umwelt und Naturschutz, Landwirtschaft und Verbraucherschutz“. Damit war sie die erste Verbraucherschutzministern in Deutschland. 2002 behielt sie ihre Zuständigkeiten, als Peer Steinbrück Ministerpräsident wurde (Kabinett Steinbrück).
Bei der Landtagswahl in Nordrhein-Westfalen am 22. Mai 2005 verlor die rot/grüne Regierung ihre Mehrheit und Bärbel Höhn schied am 24. Juni 2005 aus dem Amt.

## Bundespolitik
Im September 2005 wurde Bärbel Höhn in den Bundestag gewählt.
Vom November 2005 war sie Vorsitzende des Ausschusses für Ernährung, Landwirtschaft und Verbraucherschutz, bis sie im Mai 2006 zur stellvertretenden Fraktionsvorsitzenden der Bundestagsfraktion Bündnis 90/Die Grünen und politische Koordinatorin des Fraktionsarbeitskreises II (Umwelt und Energie, Verbraucherschutz und Landwirtschaft, Verkehr und Bau, Tourismus und Sport) gewählt wurde. Dieses Amt hatte sie bis zur Bundestagswahl 2013 inne. Im 2013 neu gewählten Bundestag wurde sie im Januar 2014 bis Oktober 2017 Vorsitzende des Ausschusses für Umwelt, Naturschutz, Bau und Reaktorsicherheit. Im Bundestag vertrat sie weiterhin Verbraucherschutzthemen. Anhand von Studien weist sie auf ungerechtfertigt hohe Strompreise hin.
Immer stärker widmete sie sich aber auch dem Klimaschutz. So gab sie 2015 eine Studie in Auftrag, welche Auswirkungen die Klimakrise auf Deutschland haben würde.
Außerdem erarbeitete Bärbel Höhn als Bundestagsabgeordnete das erste nationale Klimaschutzgesetz, das sie für die Grüne Bundestagsfraktion am 5. Juni 2014 in den Bundestag einbrachte.

## Öffentliche Wahrnehmung und Kritik
Als erste Grüne Landwirtschaftsministerin setzte sie sich insbesondere für den Verbraucherschutz ein und machte sich einen Namen bei der Bewältigung der BSE Krise, aber auch während der Maul- und Klauenseuche, Schweinepest, Geflügelpest, bei denen Millionen von Tieren getötet werden mussten.
Bei der Frage der Tötung der Tiere trat sie dafür ein, Tiere, die nicht erkrankt waren, aber vorsorglich getötet werden sollten, zu impfen statt sie zu töten. Dafür wie auch für ihre Forderung, die Kontrollen an den Grenzen zu verstärken, gab es Kritik von Otto Schily und Renate Künast im Jahre 2001 bei einem Verdacht auf Maul- und Klauenseuche (MKS). Verbrauchertäuschung, hoher Medikamenteneinsatz bei der Tierhaltung, immer höhere Nitratwerte im Wasser waren auch ihre Themen.
1999 erreichte sie vor dem Bundesverfassungsgericht, dass die bestehende Käfighaltung (Hennenhaltungsverordnung) nicht mit dem Grundgesetz vereinbar war und verändert werden musste. Diesem Urteil war ein jahrelanger Kampf der Tierschützer vorangegangen, die die Käfighaltung der Legehennen massiv kritisiert hatten. Dieses Urteil hatte weitreichende Folgen, weil in der Folgezeit auch die Haltungsverordnungen für andere Tiere erarbeitet werden mussten.
Bärbel Höhn setzte sich für eine artgerechte Tierhaltung auch bei Schweinen ein mit Stroh statt Spaltenböden, Tageslicht und mehr Platz für die Tiere. In ihrer Schweinehaltungsverordnung forderte sie mehr als die vorgeschriebenen 0,6 m² im Stall für ein Schwein von 110 kg. Um die Enge deutlich zu machen, verglich sie den Platz für die Schweine mit der Fläche eines Bettes 2 m² und sagte: „Drei Schweine in einem Bett sind zu viel, 2 Schweine in einem Bett, das finde ich okay“. Der Bauernverband kritisierte ihren Schweinehaltungserlass als Kuschelerlass.
Trotz aller Unterschiede beim Thema Tierschutz bekam Bärbel Höhn auch Unterstützung von den Bauern und Bäuerinnen. Eine Initiative „Bauern für Bärbel“ unterstützte sie bei der Landtagswahl 2005.
Schließlich hatte Bärbel Höhn auch alternative Förderprogramme aufgelegt für regionale Vermarktung, für Bioprodukte, nachhaltige Vertragsnaturschutzprojekte und Photovoltaik auf Scheunendächern. Für neue Einkommensmöglichkeiten wurde der Landfrauenservice eingerichtet, der Landfrauen stärkte, Cafés einzurichten, Ferienwohnungen anzubieten oder Catering.
Die Koalition mit den Sozialdemokraten in dem Industrieland NRW von 1995 bis 2005 galt als besonders schwierig. Insbesondere war sie durch den Streit um Garzweiler II geprägt. Streitpunkt der SPD/Grünen Koalition zwischen Wolfgang Clement und Bärbel Höhn war aber nicht nur der Braunkohletagebau Garzweiler II, sondern auch der Ausbau der Autobahn A44/DüBoDo und Konflikte um mehrere Flughäfen.
Von CDU und FDP wurde Höhn auch als „personalisiertes Investitionshindernis“ bezeichnet.
Der CDU und der FDP war insbesondere die starke Umweltverwaltung in NRW ein Dorn im Auge. Deshalb verlagerte sie in der CDU/FDP-Landesregierung unter Ministerpräsident Armin Laschet wichtige Teile auf die Kommunen und zerschlug die starke Umweltverwaltung.
Immer wieder kam es zu Auseinandersetzungen zwischen den Grünen und der SPD, zugespitzt in Konflikten zwischen der Umweltministerin Bärbel Höhn und Wolfgang Clement oder Peer Steinbrück in ihren Funktionen als Minister oder Ministerpräsidenten.
Als die Bergrechtliche Erlaubnis, der Rahmenbetriebsplan für Garzweiler II, im Dezember 1997 vom Bergamt Düren erteilt wurde, beschlossen die Grünen in Nordrhein-Westfalen trotzdem die Koalition nicht zu verlassen, weil sie in der noch fehlenden Wasserrechtlichen Erlaubnis weiterhin eine geringe Möglichkeit sahen, Garzweiler II zu verhindern. Bärbel Höhn als Umweltministerin gelang es zwar, Auflagen in der Wasserrechtlichen Erlaubnis zu verankern und sie zu befristen, aber der Hebel des Wasserrechts war zu schwach gegenüber dem sehr starken Bergrecht. Die Naturschutzbelange, also die Artenvielfalt, hatten noch weniger Durchschlagskraft. Das Landesoberbergamt erteilte am 31. Oktober 1998 die wasserrechtliche Erlaubnis. Diese jahrelange Auseinandersetzung führte aber auch immer wieder zur Forderung, das übermächtige Bergrecht zu reformieren, um Umwelt, Naturschutz oder Klimaschutz mehr Gewicht zu geben.
Im Bundestag wurde Bärbel Höhn bekannt durch ihre Initiative, Bienenvölker am Bundestag anzusiedeln. Der Bundestagshonig ging reißend weg, Kanzlerin Merkel verschenkte ihn als Staatsgeschenk. Von dem Erlös finanzierte Bärbel Höhn eine Metastudie über den Zustand der Bienen in Deutschland. So wurde durch diese Studie bekannt, dass die Bienen in der Stadt mehr Honig sammeln als auf dem Land, weil in der Stadt weniger Pestizide eingesetzt werden und es eine größere Artenvielfalt von Pflanzen für die Bienen gibt.
Als Ausschussvorsitzende des Umweltausschusses lud sie im Jahr 2016 zu einem Fachgespräch ein zu den Ursachen des Insektensterbens. Durch dieses Fachgespräch wurde auf Bundesebene zum ersten Mal breit darüber berichtet, dass ehrenamtlich arbeitende Naturschützer in jahrzehntelanger Arbeit nachweisen konnten, dass es innerhalb von 30 Jahren in ihrer Region Krefeld 75 % Verlust von Insekten gegeben hatte.

## Ehrenamt
Ehrenamtlich engagiert sich Bärbel Höhn aktiv in der Bio-Bewegung. Für Aufsehen sorgte sie im Jahre 2001, als sie mit einigen Landwirten gegen Kürzungen des Agrarzuschusses demonstrierte.
Bärbel Höhn ist auch offizielle Unterstützerin der Demonstrationen unter dem Motto Wir haben es satt!.
Seit 2017 ist Bärbel Höhn Energiebeauftragte des BMZ für Afrika. Sie unterstützt das Programm „Grüne Bürgerenergie“. Das Programm ermöglicht den Menschen in 11 Ländern Afrikas im ländlichen Raum den Zugang zu dezentraler Erneuerbarer Energie – vor allen Dingen Photovoltaik. Durch den Stromzugang kann die Ernte konserviert werden, Obst und Gemüse werden getrocknet, Fische gekühlt. Aber auch Schulen bekommen Licht und Krankenhäuser können ihre Medikamente kühlen. Außerdem werden junge Leute zu Solarteuren ausgebildet.
Bärbel Höhn hält außerdem den Vorsitz des Global Renewables Congress (GRC) seit 2018 inne. Der GRC ist ein internationales, parteiübergreifendes Netzwerk von Parlamentariern, die sich für 100 % Erneuerbare Energien einsetzen. Der GRC arbeitet zusammen mit der International Renewable Energy Agency (IRENA) und dem Climate Vulnerable Forum (CVF), dem Zusammenschluss von 58 Ländern, die besonders von den Auswirkungen der Klimakrise betroffen sind.

## Privates
Bärbel Höhn ist verheiratet mit Armin Röpell. Sie hat zwei Söhne, eine Schwiegertochter und vier Enkelkinder.
Seit 1978 lebt sie in Oberhausen.

## Publikationen
- Lasst uns was bewegen! Was wir jetzt für die Zukunft unserer Enkel tun können. Penguin, München 2023, ISBN 978-3-453-28164-6.